# Józef Kościelski
Józef Teodor Stanisław Kościelski herbu Ogończyk (ur. 9 listopada 1845 w Służewie, powiat Inowrocław, zm. 22 lipca 1911 w Poznaniu) – poeta, dramaturg, wielkopolski działacz polityczny, mecenas sztuki i filantrop.

## Życiorys

Herb Ogończyk

Był synem hrabiego Augusta Kościelskiego (1818–1879) i Józefy z Wodzińskich (zm. 26 grudnia 1905) oraz bratankiem Władysława (Sefera Paşy). Uczęszczał do poznańskiego Gimnazjum św. Marii Magdaleny. Maturę zdał w 1868 roku w gimnazjum w Braniewie. Następnie studiował prawo w Berlinie i Heidelbergu. W czasie studiów był przewodniczącym Towarzystwa Akademików Polskich w Berlinie. W latach 1871–1872 podróżował po Francji, Afryce i Bliskim Wschodzie. Po powrocie do kraju gospodarował w dobrach rodzinnych nad Gopłem oraz zajmował się polityką i literaturą.
Kościelski utrzymywał przyjacielskie stosunki z ks. Wilhelmem, pruskim następcą tronu (późniejszym cesarzem Wilhelmem II). W 1881 otrzymał fotel w Izbie Panów Sejmu pruskiego, a od 1884 był posłem do Sejmu Rzeszy. Reprezentował linię polityczną ugody z rządem pruskim, co spotkało się z krytyką innych członków parlamentarnego Koła Polskiego oraz opinii publicznej. Grono sojuszników, skupionych głównie w środowisku „Kuriera Poznańskiego”, pozyskał dopiero po ustąpieniu Bismarcka i objęciu funkcji kanclerza przez Capriviego (1890). Kiedy w 1894 Caprivi złożył urząd, Kościelski zdecydował się zakończyć karierę parlamentarną.
W 1896 zaczął gospodarować w majątku Miłosław, który zakupił za pieniądze otrzymane w spadku po stryju, Władysławie Kościelskim. Podjął także działalność społeczną i kulturalną, prezentując jednak nową, antypruską postawę. Był mecenasem młodzieży polskiej studiującej w Niemczech (m.in. Jana Kasprowicza). W Miłosławiu, gdzie gościł m.in. Juliana Fałata i Leona Wyczółkowskiego, założył galerię obrazów malarzy polskich, a w 1899 ufundował pierwszy na ziemiach polskich pomnik Juliusza Słowackiego. Jego odsłonięcia, w którym uczestniczyło wielu znanych Polaków ze wszystkich zaborów, dokonał Henryk Sienkiewicz. Ponadto w 1899 uruchomił w Miłosławiu fabrykę cygar. Opiekował się robotnikami i dziećmi z ubogich rodzin, dla których wydawał darmowe posiłki oraz pobudował i utrzymywał przedszkole.
Kościelski powołał także Towarzystwo Dziennikarzy i Literatów Polskich, któremu przez szereg lat prezesował. Był członkiem Poznańskiego Towarzystwa Przyjaciół Nauk. Wspierał wiele instytucji przemysłowych, handlowych i rzemieślniczych, pełnił m.in. funkcję Prezesa Rady Nadzorczej spółki H. Cegielski Towarzystwo Akcyjne. W 1904 przeniósł się na stałe do Poznania. Rok później założył stowarzyszenie „Straż”, którym kierował do 1909.
Od 1881 był żonaty z Marią Bloch (1855–1926), córką bogatego finansisty warszawskiego, Jana Gotliba Blocha. Miał z nią troje dzieci: dwie córki i syna, Władysława Augusta. Zmarł w Poznaniu, ale został pochowany w Miłosławiu, w podziemiach kaplicy kościoła św. Jakuba. Jego imię nosi jedna z ulic w Inowrocławiu.

## Publikacje
Kościelski był autorem poezji, dramatów i reportaży. Jego twórczość nie zyskała jednak większego uznania zarówno wśród czytelników, jak krytyki. Choć jest ich najmniej, reportaże stanowią najbardziej wartościowy literacko fragment jego dorobku pisarskiego.
| Dramaty (dramolety) - Władysław Biały, książę gniewkowski (1874) - Arria (1874) - W imię krzyża (1882) - Dwie miłości (1884) - Tragedia jakich wiele (1908) - Poznańczanie we Włoszech (1873) - Prelegent (1882) - Dzienniczek Justysi (1889) | Poezje - Sonety nadgoplańskie (1868) - Poezje (1883) - Preludia zakopiańskie (1903) - Co mi Tatry dały (1905) Reportaże - Szkice egipskie. Wrażenia z podróży. Studia i materiały (wstęp H. Kaczmarek, Poznań 2007) |